# Sason sundaicum
Sason sundaicum là một loài nhện trong họ Barychelidae. Loài này phân bố ờ Thái Lan và Malaysia.